# جيمي كلافام
جيمي كلافام (بالإنجليزية: Jamie Clapham)‏ (7 ديسمبر 1975 بلنكولن في المملكة المتحدة - ) هو لاعب كرة قدم بريطاني في مركز الظهير. لعب مع إيبسويتش تاون وبرمنغهام سيتي وتوتنهام هوتسبير وليدز يونايتد وليستر سيتي ونوتس كاونتي ووولفرهامبتون واندررز ونادي كيترينغ تاون ولينكولن سيتي أف سي ونادي ليتون أورينت ونادي بريستول روفيرز.

## وصلات خارجية
- جيمي كلافام على موقع قاعدة بيانات كرة القدم.إي يو (الإنجليزية)
- جيمي كلافام على موقع Soccerbase.com (لاعب) (الإنجليزية)
- جيمي كلافام على موقع عالم كرة القدم.نت (الإنجليزية)